# (48) Doris
(48) Doris est un des plus grands astéroïdes de la ceinture principale, découvert par Hermann Goldschmidt le 19 septembre 1857 depuis son balcon à Paris.
Il est nommé d'après Doris, l'océanide de la mythologie grecque.

## Dénomination
Afin de nommer ce nouvel objet céleste, Jacques Babinet de l'Académie des sciences créa une courte liste et demanda au géologue Élie de Beaumont de faire son choix. De Beaumont sélectionna la nymphe aquatique Doris, océanide de la mythologie grecque. Puisque Doris fut découvert la même nuit que (49) Palès, De Beaumont suggéra de nommer les 2 objets « Les deux Jumelles ».

## Caractéristiques physiques
L'occultation du 19 mars 1981 suggéra un diamètre de 219±25 km. Les observations d'une occultation qui eut lieu le 14 octobre 1999, en utilisant quatre cordes bien positionnées, mit en évidence le caractère elliptique et les dimensions (278×142 km) de l'objet. Elles confirmèrent également l'extrême irrégularité de ses formes.

## Conjonction
Doris passera à moins de 0,019 UA (Unité Astronomique) de Pallas en juin 2132.

## Culture populaire
(48) Doris est un des lieux ou l'action se passe dans le jeu de science-fiction Federation 2 (en).